# Jankó János (festő)

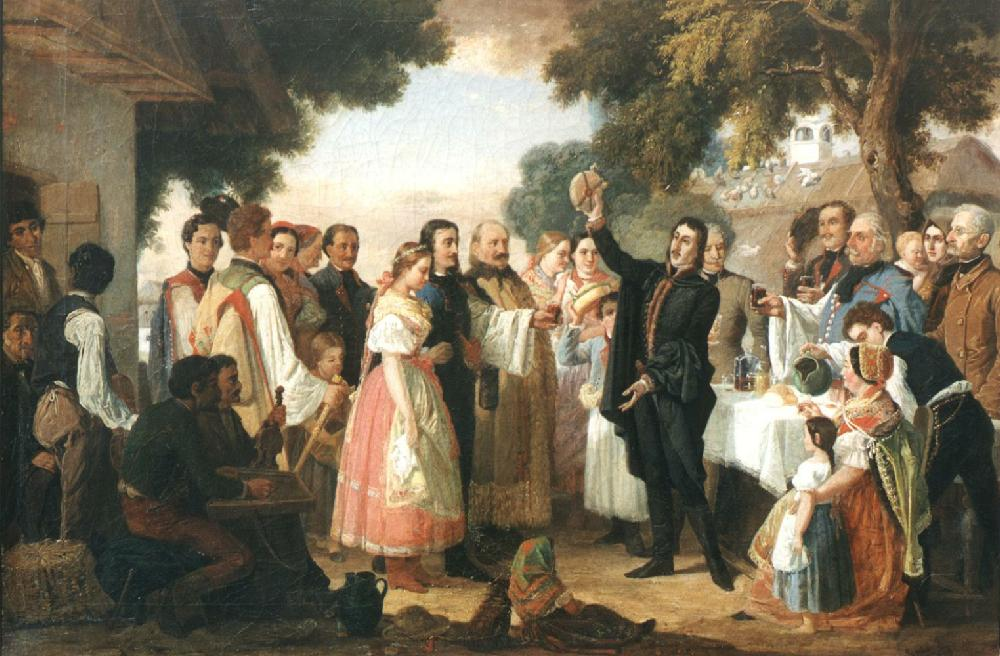
Csokonai a lakodalomban (1869)

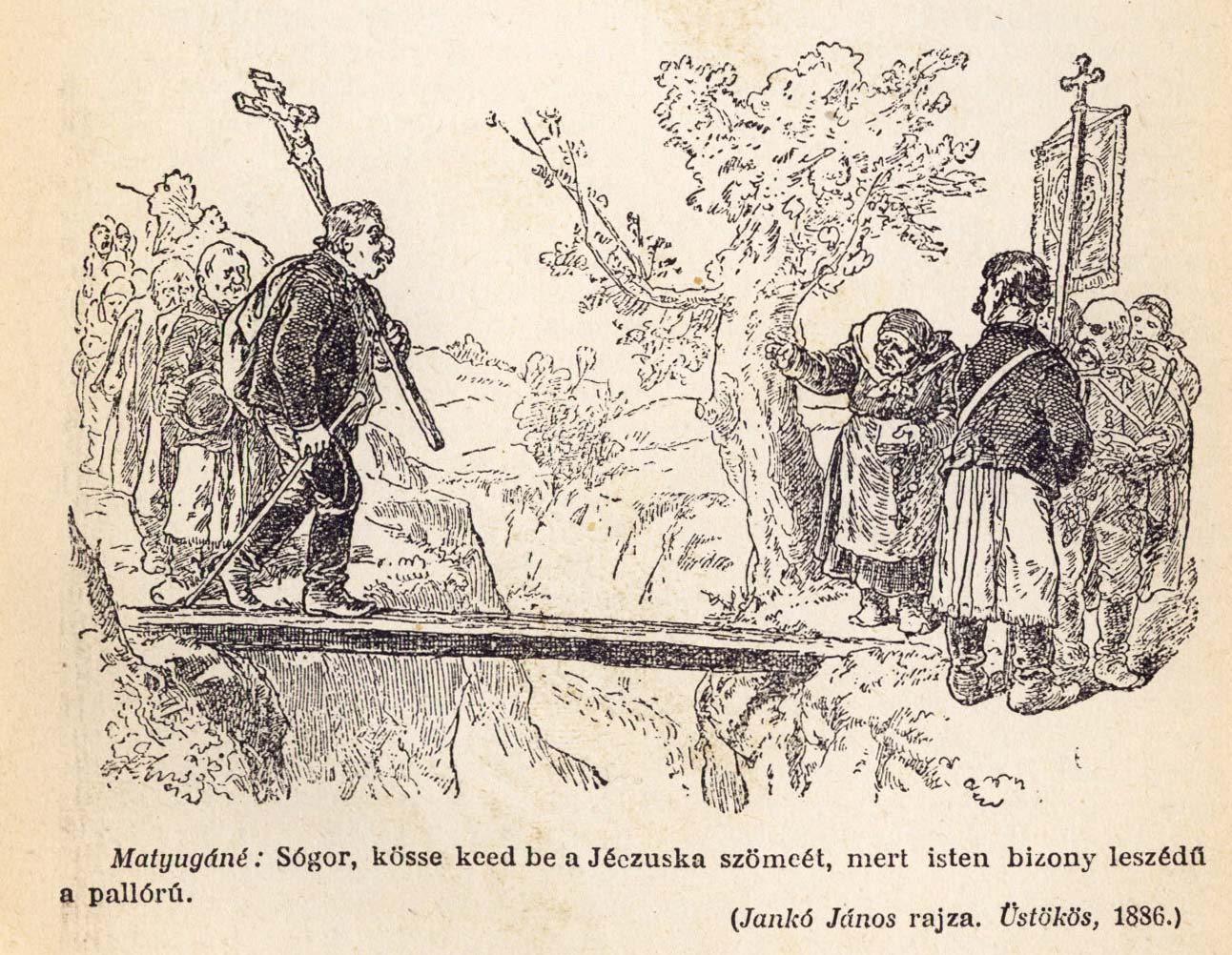
Jellegzetes Jankó-rajz egy korabeli élclapban

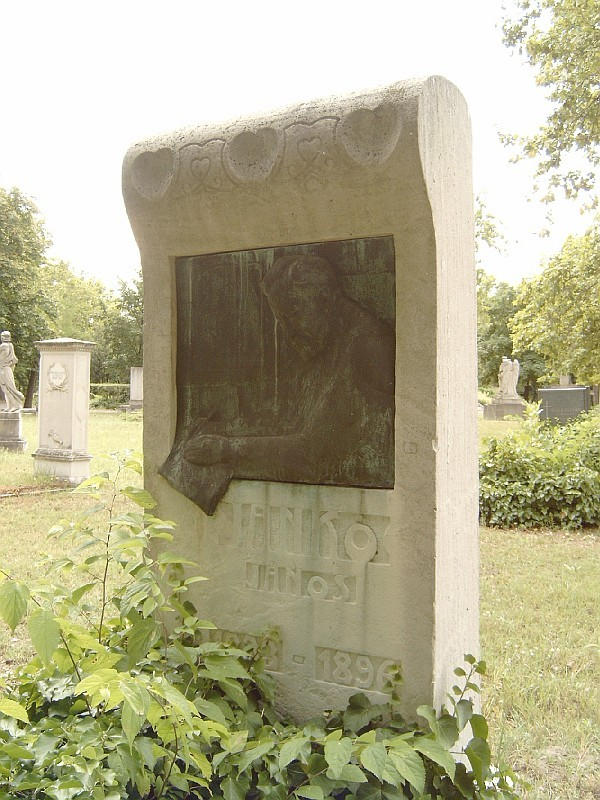
Jankó János sírja Budapesten, a Kerepesi temetőben (11-1/a-25). Kallós Ede és Márkus Géza (1905) alkotása

Idősebb Jankó János (Tótkomlós, 1833. november 3. – Budapest, 1896. március 29.) festő, rajzoló, karikaturista. Jankó János néprajztudós apja.

## Életpályája
Lutheránus iparoscsaládból származott, Jankó János és Tomka Zsuzsanna fiaként született Tótkomlóson. Szarvason járt gimnáziumba és rajztanítással is foglalkozott. 1855-ben Pestre költözött és újságrajzolóként dolgozott. 1858-tól Jókai Mór frissen indult élclapja, Az Üstökös közölte. 1854-től 1861-ig a Pesti Műegyletben állítja ki népies életképeit, egynémelyikkel sikert is arat, az idő múlásával azonban egyre kevésbé tud időt szakítani kedves elfoglaltságára, a festészetre. 1864-től két éven át Bécsben tanult, ahol hamar felfigyeltek karikatúráira. A magyar élclapok hívására 1866-ban visszatért Pestre, januárban házasodik össze Bajai Gizellával a Deák téri evangélikus templomban (násznagya Jókai volt).
Rajzait a bécsi Kikeriki, valamint a pesti Bolond Miska, Bolond Istók, Fekete Leves, Füstölő, Nagy Tükör, Urambátyám, Üstökös, Vasárnapi Újság stb. közölte (részletes felsorolást lásd). Tipikus és közkedvelt karikatúra-figurái (Sanyaró Vendel, Tojáss Dániel, Seiffensteiner Salamon stb.) főként a Borsszem Jankóban jelentek meg. Rajzainak számát mintegy 70 000-re becsülik.
Párhuzamosan több sajtóorgánumnak dolgozott (politikai pártállástól-irányultságtól függetlenül megannyi lapszerkesztő vette igénybe talentumát), s emellett grafikusként szépirodalmi műveket is illusztrált. Az 1880-as évek közepéig, bő 2 évtizeden át jóformán egyeduralkodó volt az élclap-illusztrációk terén: „Pestnek voltak jónevű festői, de jó rajzolót, jó illusztrátort drága pénzért sem találhattak a kiadók. Ilyen körülmények közt nagyon meg kellett becsülni a gyorsan dolgozó és ötletes Jankó Jánost.” Zsánerképein a parasztság életét mutatja be romantikus realizmussal.
Az Üstökös számára Jókai Mórral közösen készített képes történetei a magyar képregény előfutárainak tekinthetők. Az elsőket Jókai még saját maga rajzolta, később már csak vázlatokat adott Jankónak. Visszatérő figuráik voltak Gömböcz és Csukli, valamint Magyar Miska és Német Miska. 

## Emlékezete

### A sajtóban
A Borsszem Jankó 1896. ápr. 5-ei száma címlapján gyászkeretes portrérajzzal, ill. több írással búcsúztatta. 
Önös kérdés, aggó, kél remegő ajkon,
Ki nyomába lépjen: van-e méltó vajjon?
Kinek ereiben magyar érzés lüktet,
Humora nem marja – hegeszti sebünket.

Ízes, magyar humor ragyog minden rajzán,
Békéltető derű, szemérmesen pajzán.
S ha, mikor dulongó harczba viszi útja,
Még az ellenfélt is szeretettel sujtja. (névtelen, 2. old.)
Nem rajzol már Jankó János,
Kezéből kihullt a toll –
Ott jár most a magasságos
Mennyországban valahol.
Hogarth kiált: »Örök létem
Ezután már nem magányos...
Rajzolgassunk vígan együtt...
Ide mellém, Jankó János!« (névtelen, 7. old.)

### Síremléke
Sírja a Kerepesi temetőben található (11-1/a-25). A síremlék alkotói Kallós Ede szobrász és Márkus Géza építész.

### Utánközlések
Régi mese a közös szamárról című, eredetileg a Hazánk s a Külföld 1867. februári számában megjelent történetét a Papírmozi képregényantológia 2. száma közölte újra 2007-ben.

## Olajfestményei
- Búsuló betyár, 1854
- Felköszöntő a kocsmárosra, 1855
- A menyasszony üdvözlése, 1855
- Magyar parasztmulatság, 1860
- A népdal születése, 1860 (Budapest, Magyar Nemzeti Galéria)
- Csokonai a lakodalomban,[6] 1869 (Debrecen, Déri Múzeum)